# Utacapnia distincta
Utacapnia distincta is een steenvlieg uit de familie Capniidae. De wetenschappelijke naam van de soort is voor het eerst geldig gepubliceerd in 1937 door Frison.